# Тепловский сельский совет (Пирятинский район)
Тепловский сельский совет (укр. Теплівська сільська рада) — входит в состав
Пирятинского района
Полтавской области
Украины.
Административный центр сельского совета находится в 
с. Тепловка.

## Населённые пункты совета
- с. Тепловка